# Aleksej Glusjkov
Aleksej Glusjkov, född den 9 mars 1975 i Moskva, Sovjetunionen, är en rysk brottare som tog OS-brons i lättviktsbrottning i den grekisk-romerska klassen 2000 i Sydney.